# بايقرا رود
بايقرارود هي قرية في مقاطعة هشترود، إيران. عدد سكان هذه القرية هو 505 في سنة 2006.